# Hasborn
Hasborn là một đô thị thuộc huyện Bernkastel-Wittlich, in Rheinland-Pfalz, phía tây nước Đức. Đô thị Hasborn có diện tích 6,18 km².